# Jenynsia luxata
Jenynsia luxata es una pequeña especie del género de peces de agua dulce Jenynsia, de la familia Anablepidae. Se distribuye en aguas templadas y templado-cálidas del cono sur de América del Sur. 

## Taxonomía
Esta especie fue descrita originalmente en el año 2013 por los ictiólogos Gastón Aguilera, Juan Marcos Mirande, Pablo A. Calviño y Luis Fernando Lobo.
Localidad tipo
- «Argentina, Provincia de Tucumán, departamento Burruyacú, ciudad de Burruyacú, en un pequeño arroyo sin nombre de la cuenca del río Tajamar (26º30’13.47”S 64º44’8.75”W)».[1]

Holotipo
El holotipo es un macho de 24,6 mm de longitud, catalogada con el código: CI-FML 5464. Fue capturado en abril de 2002 por Luis Fernando Lobo.
Paratipos
Los paratipos son: AI 234, 4, 28,0-30,7 mm SL; CI-FML 5465, 6 (2 C&S), 20,9-29,1 mm SL; y MACN-Ict 9769, 5, 25,1-35,9 mm SL, todos con los mismos datos que para holotipo.
Se suman a ellos CI-FML 5466, 12 (3 C & S), 17,3 a 44,3 mm SL, capturado en el departamento Pellegrini del noroeste de Santiago del Estero, en pequeñas pozas inundadas que bordean la Ruta Provincial 4, cerca de la cuenca río Urueña, aunque no conectadas a la misma. Fueron capturados en marzo de 2010 por Pablo A. Calviño.
Etimología
Etimológicamente el nombre genérico Jenynsia rinde honor al apellido del naturalista inglés Leonard Jenyns. El término específico luxata es una palabra del latín que significa 'dislocado', en alusión al carácter de diagnóstico de esta especie: el tener los huesos pélvicos separados.

## Descripción
Esta especie se caracteriza por tener los procesos mediales de los huesos pélvicos derecho e izquierdo algo separados y reducidos. Es similar  a Jenynsia multidentata, pero se la separa por detalles en el patrón de coloración y porque las hembras no presentan abultamiento entre la base de la aleta anal y la abertura urogenital. Los análisis filogenéticos indican que Jenynsia luxata se incluye en el subgénero "Jenynsia".

## Distribución
Jenynsia luxata es endémica del noroeste de la Argentina, en la cuenca endorreica del río Tajamar o río Cajón, cerca de la Ruta Provincial 304, en el departamento Burruyacú, ciudad de Burruyacú, al noreste de Tucumán. También fue capturado en el noroeste de Santiago del Estero, en pequeños charcos inundados de la cuenca del río Urueña, aunque si bien están próximos a dicho curso fluvial, no están directamente conectados al mismo. Numerosas expediciones de colección en la zona extensa no lograron dar con nuevas poblaciones.